# Саранское
Саранское — посёлок в Полесском районе Калининградской области. Входит в состав Саранского сельского поселения.

## География
Посёлок расположен на правобережье водотока под названием Дейма, на его правом притоке под названием Каменка, примерно в 5 км к востоко-юго-востоку от города Полесска, в 43 км к северо-востоку от Калининграда.

## Население
| 1939 | 2002 | 2010 | 2012  | 2013  |
| ---- | ---- | ---- | ----- | ----- |
| 824  | ↗854 | ↗988 | ↗1043 | ↗1055 |

## История
Впервые местность Ловке, на которой расположен современный поселок Саранское, упомянута в 1258 году в договоре о разделе земель между епископом Замланда и Тевтонским орденом. Около 1260 года в Ловке были построены орденские вальные укрепления. С 1270 года крепость Лаукен являлась плацдармом на правом берегу Лабы для орденского натиска на Надровию. Со временем подле замка возникло поселение, получившее название Лаукишкен.
В 1327 году замок Лаукен был отстроен в камне, а с 1390 стал центром каммерарии. Замок Лаукен упоминается в 1466 году в документах II Торнского мира и Краковском договоре 1525 года. Во времена герцога Альбрехта он использовался как охотничий дом.
По указанию герцога Георга Фридриха в 1581—1584 годах замок Лаукен был перестроен архитектором Блазиусом Бервартом. После этого замок получил название Фридрихсбург. Вскоре после перестройки Георг Фридрих дал в нем аудиенцию шведскому послу.
В последующие годы замок неоднократно перестраивался, но сохранялся именно как рыцарское имение. В 1809—1812 годах в Лаукишкене была построена кирха. В 1826—1829 годах в Лаукишкене работал известный историк и исследователь замков Иоганн Михаэль Гизе. В конце XIX века замок Лаукен стал собственностью семьи фон Биберштайн. Биберштайны построили в Лаукишкене завод, обеспечив работой местных жителей.
В 1938 году Лаукишкен (Laukischken) был переименован в Лаукен.
22 января 1945 года Лаукен был взят частями и соединениями 39-й и 43-й армий.
В 1946 году Лаукен был переименован в Саранское — в честь столицы Мордовии, откуда прибыли первые переселенцы после принятого в СССР постановления о развитии сельского хозяйства в Калининградской области.